# Masud Esma’ilpur
Masud Esma’ilpur Dżujbari (pers. مسعود اسماعیل‌پور جویباری; ur. 6 sierpnia 1988) – irański zapaśnik w stylu wolnym. Olimpijczyk z Londynu 2012, gdzie zajął siódme miejsce w kategorii 60 kg.
Zdobył srebrny medal na mistrzostwach świata w 2014 i brązowy w 2013. Mistrz igrzysk azjatyckich w 2014. Pierwszy na mistrzostwach Azji w 2010, 2014 i 2015; drugi w 2012; trzeci w 2009. Trzeci na igrzyskach Solidarności Islamskiej w 2017. Pierwszy w Pucharze Świata w 2013, 2014, 2015, 2016 i 2017; piąty w 2009 i 2012. Mistrz świata juniorów w 2008 roku.